# 魯阿爾冰川
60°39′S 45°13′W / 60.650°S 45.217°W
魯阿爾冰川（英語：Roald Glacier），是南極洲的冰川，位於南奧克尼群島的科羅內申島東岸，流經諾布爾山和斯萊登山，最終注入吉朋灣，現時由南極條約體系管理。